# Jumbo okviri
U računalnim mrežama, standardni Ethernet okviri su veličine do 1500 bajta [dio s podacima], što je ograničenje postavljeno standardom IEEE 802.3.
Međutim, postoje i takozvani  jumbo okviri (veliki/enormni), a to su Ethernet okviri s više od 1500 bajta podataka.
Uobičajeno, jumbo okviri mogu nositi do 9000 bajta Payload dio (podaci + TCP/UDP i IP zaglavlja [ovaj dio naziva se i MTU]), ali postoje manje i veće varijacije te treba biti oprezan pri korištenju ovakvih mrežnih okvira. Naime veliki (jumbo) mrežni okviri (paketi), mogu biti i odbačeni pri prolasku kroz mrežne uređaje i opremu, ovisno kako je ona konfigurirana.
Standardni Ethernet mrežni okvir na OSI sloju dva (OSI 2): 
| 6 bajta                                                | 6 bajta | 2 bajta | 46 - 1500 bajta | 4 bajta |
| <- Ukupno minimalno 64 bajta, maksimalno 1518 bajta -> |         |         |                 |         |

Jumbo Ethernet mrežni okviri (s 9000 bajta Payload ) na OSI sloju dva (OSI 2):
| 6 bajta                     | 6 bajta | 2 bajta | do 9000 bajta | 4 bajta |
| <- Maksimalno 9018 bajta -> |         |         |               |         |

Ako se koriste 802.1Q i/ili QinQ, veličina paketa raste još i više.
Payload dio se odnosi na korisne podatke + TCP/UDP (20 bajta) + IP (20 bajta) zaglavlja, a ona predstavlja MTU  (Engl. Maximum transmission unit) vrijednost koja se podešava za svako mrežno sučelje: računala/poslužitelja ili mrežnog uređaja.

### Poveznice
- MTU
- VLAN
- QinQ